# Len Bias
Leonard Kevin „Len” Bias (ur. 18 listopada 1963 w Landover, zm. 19 czerwca 1986 w Riverdale Park) – amerykański koszykarz, występował na pozycji niskiego skrzydłowego. 
W 1982 został zaliczony do IV składu Parade All-American jako zawodnik szkoły średniej. Gwiazdor Uniwersytetu Maryland zdominował rankingi uniwersyteckie. Idealny silny skrzydłowy, łączący fizyczność ze skutecznością rzutów z dystansu. 
Na poziomie akademickim grał w drużynie University of Maryland. Został wybrany z drugim numerem draftu w 1986 roku, przez Boston Celtics. Nigdy nie zagrał jednak w NBA. W noc po drafcie, świętując ze swoimi kolegami: Brianem Tribble'em, Terrym Longiem i Davidem Greggiem, zmarł wskutek przedawkowania kokainy. Uważany za jeden z największych talentów koszykówki akademickiej, który nigdy nie zagrał w NBA.

## Osiągnięcia
Na podstawie, o ile nie zaznaczono inaczej.
NCAA
- Uczestnik rozgrywek:
  - Sweet 16 turnieju NCAA (1984, 1985)
  - turnieju NCAA (1983–1986)
- Mistrz turnieju konferencji Atlantic Coast (ACC – 1984)
- Sportowiec roku konferencji Atlantic Coast (1986)
- Koszykarz roku konferencji Atlantic Coast (1985, 1986)[6]
- MVP turnieju konferencji Atlantic Coast (1984)[7]
- Zaliczony do:
  - I składu All-American (1986)
  - II składu All-American (1985)
  - Galerii Sław Sportu:
    - DC Sports Hall Of Fame (2018)
    - University of Maryland Athletics Hall of Fame (2014)
- Lider:
  - strzelców ACC (23,2 – 1986)
  - w liczbie celnych (209) i oddanych (242) rzutów wolnych (1986)